# Prix littéraires 1964
Liste des prix littéraires décernés au cours de l'année 1964 :

## Prix internationaux
- Prix Nobel de littérature : Jean-Paul Sartre (France) décline le prix[1]
- Grand prix de littérature du Conseil nordique : Tarjei Vesaas ( Norvège) pour Palais de glace[2]
- Grand prix littéraire d'Afrique noire : Birago Diop (Sénégal) pour Contes et Savanes[3]

## Allemagne
- Prix Georg-Büchner : Ingeborg Bachmann

## Belgique
- Prix Victor-Rossel : Louis Dubrau pour À la poursuite de Sandra

## Canada
- Prix du Gouverneur général :
  - Catégorie « Romans et nouvelles de langue anglaise » : Douglas LePan pour The Deserter
  - Catégorie « Romans et nouvelles de langue française » : Jean-Paul Pinsonneault pour Les Terres sèches
  - Catégorie « Poésie ou théâtre de langue anglaise » : Raymond Souster pour The Colour of the Times
  - Catégorie « Poésie ou théâtre de langue française » : Pierre Perrault pour Au cœur de la rose
  - Catégorie « Études et essais de langue anglaise » : Phyllis Grosskurth pour John Addington Symonds
  - Catégorie « Études et essais de langue française » : Réjean Robidoux pour Roger Martin du Gard et la religion

## Chili
- Prix national de Littérature : Francisco Coloane (1910-2002)[4]

## Corée du Sud
- Prix Dong-in : Song Byeongsu pour Débris (3)
- Prix de littérature contemporaine (Hyundae Munhak) :
  - Catégorie « Roman » : Han Malsook pour Traces
  - Catégorie « Critique » : Moon Deoksu pour 「전통론을 위한 각서」「신라정신의 영원성과 현실성」

## Danemark
- Prix Hans Christian Andersen : René Guillot (France) pour Le Grand Livre de la Brousse

## Espagne
- Prix Nadal : Alfonso Martínez Garrido, pour El miedo y la esperanza
- Prix Planeta : Concha Alós, pour Las hogueras
- Prix national de Narration : Déclaré vacant
- Prix national de poésie : non décerné
- Prix Adonáis de Poésie : Diego Jesús Jiménez (es), pour La ciudad.

## États-Unis
- National Book Award : 
  - Catégorie « Fiction » : John Updike pour The Centaur (Le Centaure)
  - Catégorie « Essais - Arts et Lettres » : Aileen Ward pour John Keats: The Making of a Poet
  - Catégorie « Essais - Histoire et Biographie » : William H. McNeill pour The Rise of the West: A History of the Human Community
  - Catégorie « Essais - Science, Philosophie et Religion » : Christopher Tunnard pour Boris Pushkarev: Man-Made America
  - Catégorie « Poésie » : John Crowe Ransom pour Selected Poems
- Prix Hugo :
  - Prix Hugo du meilleur roman : Au carrefour des étoiles (Here Gather the Stars) par Clifford D. Simak
  - Prix Hugo de la meilleure nouvelle courte : Pas de trêve avec les rois ! (No Truce with Kings) par Poul Anderson
- Prix Pulitzer :
  - Catégorie « Fiction » : non attribué
  - Catégorie « Biographie et Autobiographie » : Walter Jackson Bate pour John Keats
  - Catégorie « Essai » : Richard Hofstadter pour Anti-intellectualism in American Life
  - Catégorie « Histoire » : Sumner Chilton Powell pour Puritan Village: The Formation of a New England Town
  - Catégorie « Poésie » : Louis Simpson pour At the End of the Open Road
  - Catégorie « Théâtre » : non décerné

## Finlande
- Prix Juhana-Heikki-Erkko : Kari Aronpuro pour Peltiset enkelit, Matti Paavilainen pour Sukukartta
- Prix Kalevi-Jäntti : non décerné
- Prix Eino-Leino : Arvo Salo
- Prix national de littérature : Veijo Meri pour Peiliin piirretty nainen, Eila Pennanen pour Mutta
- Prix littéraire de la ville de Tampere : Eeva-Liisa Manner pour Niin vaihtuivat vuoden ajat
- Prix Tollander : Nils Erik Wickberg
- Prix Rudolf-Koivu : Aleksander Lindeberg pour Sadut de Frères Grimm
- Prix Topelius : Pauli Kojo pour Herrankukkaro
- Prix Mikael-Agricola : Eeva-Liisa Manner
- Médaille Anni-Swan : Tove Jansson pour Näkymätön lapsi
- Prix d'écriture Juhana-Heikki-Erkko : Pentti Saaritsa
- Prix Juhana-Heikki-Erkko : Kari Aronpuro pour Peltiset enkelit et Matti Paavilainen pour Sukukartta

## France
- Prix Goncourt : Georges Conchon pour L'État sauvage (Albin Michel)
- Prix Médicis : Monique Wittig pour L'Opoponax (Minuit)
- Prix Renaudot : Jean-Pierre Faye pour L'Écluse (Seuil)
- Prix Interallié : René Fallet pour Paris au mois d'août (Denoël)
- Grand prix du roman de l'Académie française : Michel Droit pour Le Retour (Julliard)
- Prix des libraires : Pierre Moinot pour Le Sable vif (Gallimard)
- Prix des Deux Magots : Clément Lépidis pour La Rose de Büyükada (Julliard)
- Prix du Quai des Orfèvres : Jean-François Vignant pour Vertige en eau profonde
- Prix du Roman populiste : René Pons pour Couleur de cendre

## Italie
- Prix Strega : Giovanni Arpino, L'ombra delle colline (Mondadori)
- Prix Bagutta : Tommaso Landolfi, Rien va, (Vallecchi
- Prix Campiello : Giuseppe Berto, Il male oscuro
- Prix Napoli : non décerné
- Prix Viareggio : Giuseppe Berto, Il male oscuro

## Monaco
- Prix Prince-Pierre-de-Monaco : Christian Murciaux

## Royaume-Uni
- Prix James Tait Black :
  - Fiction : Frank Tuohy pour The Ice Saints
  - Biographie : Elizabeth Longford pour Victoria R.I.
- Prix WH Smith : Ernst Gombrich pour Meditations on a Hobby-Horse (Méditation sur un cheval de bois et autres essais sur la théorie de l'art)
- Prix John-Llewellyn-Rhys : Up the Junction de Nell Dunn (en)
- Médaille Carnegie : Sheena Porter (en) pour Nordy Bank
- Prix Rose-Mary-Crawshay : Aileen Ward pour John Keats: The Making of a Poet
- Prix Somerset-Maugham : John le Carré pour L'Espion qui venait du froid